# كاري بلانشارد
كاري بلانشارد (بالإنجليزية: Cary Blanchard)‏ هو لاعب كرة قدم أمريكية أمريكي، ولد في 5 نوفمبر 1968 في فورت وورث في الولايات المتحدة، وتوفي في 6 سبتمبر 2016 في مايبانك في الولايات المتحدة.

## وصلات خارجية
- كاري بلانشارد على موقع مرجع كرة القدم المحترفة.كوم (الإنجليزية)